# El Nuevo Grupo
El Nuevo Grupo fue una agrupación teatral fundada en septiembre del año 1967 por Isaac Chocrón, José Ignacio Cabrujas, Román Chalbaud, John Lange, Elias Pérez Borjas y Miriam Dembo, teniendo como sede al teatro Alberto de Paz y Mateos en Caracas, Venezuela. Fue creado con la intención de consolidar un espacio en el que se produjeran obras de calidad profesional continuamente y que lograra contar con una gran afluencia de público. La agrupación buscaba contribuir al afianzamiento de un teatro nacional a través del mantenimiento de una programación continua y de la producción de obras de autores nacionales, aunque sin excluir obras internacionales. Funcionó hasta 1988.   

## Historia
En septiembre de 1967 se anunció la inauguración de la sala Teatro Alberto de Paz y Mateos y, con este, también "EL NUEVO GRUPO. UN NUEVO TEATRO PARA CARACAS". Fue fundado por un grupo integrado por varios creadores entre ellos Isaac Chocrón, José Ignacio Cabrujas, Román Chalbaud, Elías Pérez Borjas, John Lange y Miriam Dembo.
En 1967, el principal teatro caraqueño era el Ateneo de Caracas; prácticamente la única sala donde se hacía teatro de arte. Chocrón y Chalbaud, vinculados a dicha institución, decidieron que hacía falta una nueva alternativa, otro sitio donde pudieran verse espectáculos y autores y se desarrollara una labor más estable y sostenida. La iniciativa fue concretándose en torno a una pieza de Chocrón dirigida por Chalbaud, Asia y el Lejano Oriente, estrenada en el interior del país y luego traída a Caracas. Ese mismo año se decide alquilar una sala en una calle solitaria y residencial. Podía verse como audaz el iniciar una empresa teatral en aquella calle un poco a trasmano. No lo era tanto si se tienen en cuenta las excelencias del edificio, que combina hábilmente salas de clase para ballet, apartamentos y una sala teatral de 180 puestos, obra del arquitecto Ramón González Almeida. 
Ese año sería crucial por varias razones: muere Alberto de Paz y Mateos, uno de los pioneros del moderno teatro venezolano. La nueva sala llevaría su nombre y desde entonces (salvo un breve período en el Teatro Caracas entre el 68 y el 69), funciona allí el Nuevo Grupo.
En 1974 se incorporará, en la acera de enfrente, un nuevo local de tipo experimental y flexible que puede llegar a albergar unas cien personas y que lleva el nombre de Juana Sujo. Dos teatros, oficinas y depósitos, un público estable y creciente y más de 150 estrenos sintetizan claramente el esfuerzo  del grupo en estos sus primeros veinte años.
José Ignacio Cabrujas estrenó “Profundo” el 27 de mayo de 1971 y el 31 de agosto Isaac Chocrón estrena “La Revolución”; así comenzó la década más fructífera de la dramaturgia venezolana. Para Cabrujas fue el primer acto de un tríptico que incluyó “Acto Cultural” (1973) y “El día que me quieras” (1979); Chocrón continuó con “Alfabeto para analfabetos” (1973), “La máxima felicidad” (1976), “El acompañante” (1978) y “Mesopotamia” (1980). Ambos estrenaron en las salas del Nuevo Grupo, institución que agrupó al más importante contingente de actores, directores, dramaturgos y productores, y promovió la dramaturgia venezolana como no había ocurrido antes, para ser quizás la institución teatral más importante del siglo.
El Nuevo Grupo consolidó un proyecto ecléctico centrado en la dramaturgia nacional, en el que la producción espectacular estuvo regida por criterios de calidad artística y profesional, y no por una teoría o estilo particulares. En sus salas estrenaron unos treinta dramaturgos venezolanos, muchos de los cuales debutaron y se consagraron. La prioridad dada al dramaturgo significó que en El Nuevo Grupo no prosperó el experimentalismo declarado, sino que destacó el valor de las relaciones con el texto dramático y con el trabajo actoral; en tal aspecto consolidó y proyectó a Ugo Ulive, Armando Gota, y Antonio Constante, entre muchos directores que allí trabajaron.
El Nuevo Grupo surgió con el criterio de “la presentación de buenos espectáculos” y “mantener”, un teatro estable, pero al alcance de sus realizaciones superó tan modestos enunciados. Los estrenos de Chalbaud,Cabrujas y Chocrón iniciaron una nueva dramaturgia  y una nueva efervescencia por el teatro nacional como no hubo desde finales del siglo XIX.
El grupo sirvió como aglutinante de las más diversas tendencias artísticas. Insistiendo siempre en no comprometerse a presentar una línea específica de teatro sino sencillamente todo buen teatro, contó con la colaboración, evidentemente transitoria, de casi todo el mundo teatral venezolano. Siempre trataron de ser incluyentes y no excluyentes, esforzándonos por reconocer y alentar toda indudable calidad. En cuanto a la profesionalización del trabajo, fueron casi pioneros en cuanto a contratos, sueldos mínimos y ventajas a los actores.

“Somos más una gente que hace teatro que una gente de tal teatro” -Isaac Chocrón

En 1988, El Nuevo Grupo cierra debido a dificultades económicas por no contar con tanto patrocinio como tuvieron al principio y durante el desarrollo del proyecto. Román Chalbaud estaba más dedicado a su labor audiovisual, Isaac Chocrón dirigía desde 1984 la Compañía Nacional de Teatro Y José Ignacio Cabrujas estaba dedicado a escribir telenovelas y fundaba el Teatro Profesional de Venezuela. La fuerza de la llamada "Santísima Trinidad" estaba distribuida en otros espacios.

## Filosofía
Miriam Dembo escribe en el tercer aniversario del grupo:

“No lanzamos grandes manifiestos. No filosofamos acerca de lo que es o debe ser el teatro. No nos fijamos altisonantes objetivos. Pero nuestras miras eran altas y nos parecieron claras: hacer buen teatro, teatro que enriquezca, que deleite, que ayude a comprender; teatro que refleje las búsquedas de ayer y de hoy de un lenguaje teatral válido y creativo. Ligado a este propósito…contribuir, por todos los medios posibles, pero primordialmente a través del mantenimiento de una sala de teatro estable y de la producción de obras de autores venezolanos, al afianzamiento de un teatro nacional.”

## Experiencia de formación
A pesar de no ser una escuela de formación, en algunas ocasiones dictaron talleres teatrales, como el Taller de Jóvenes Actores de El Nuevo Grupo

## Obras

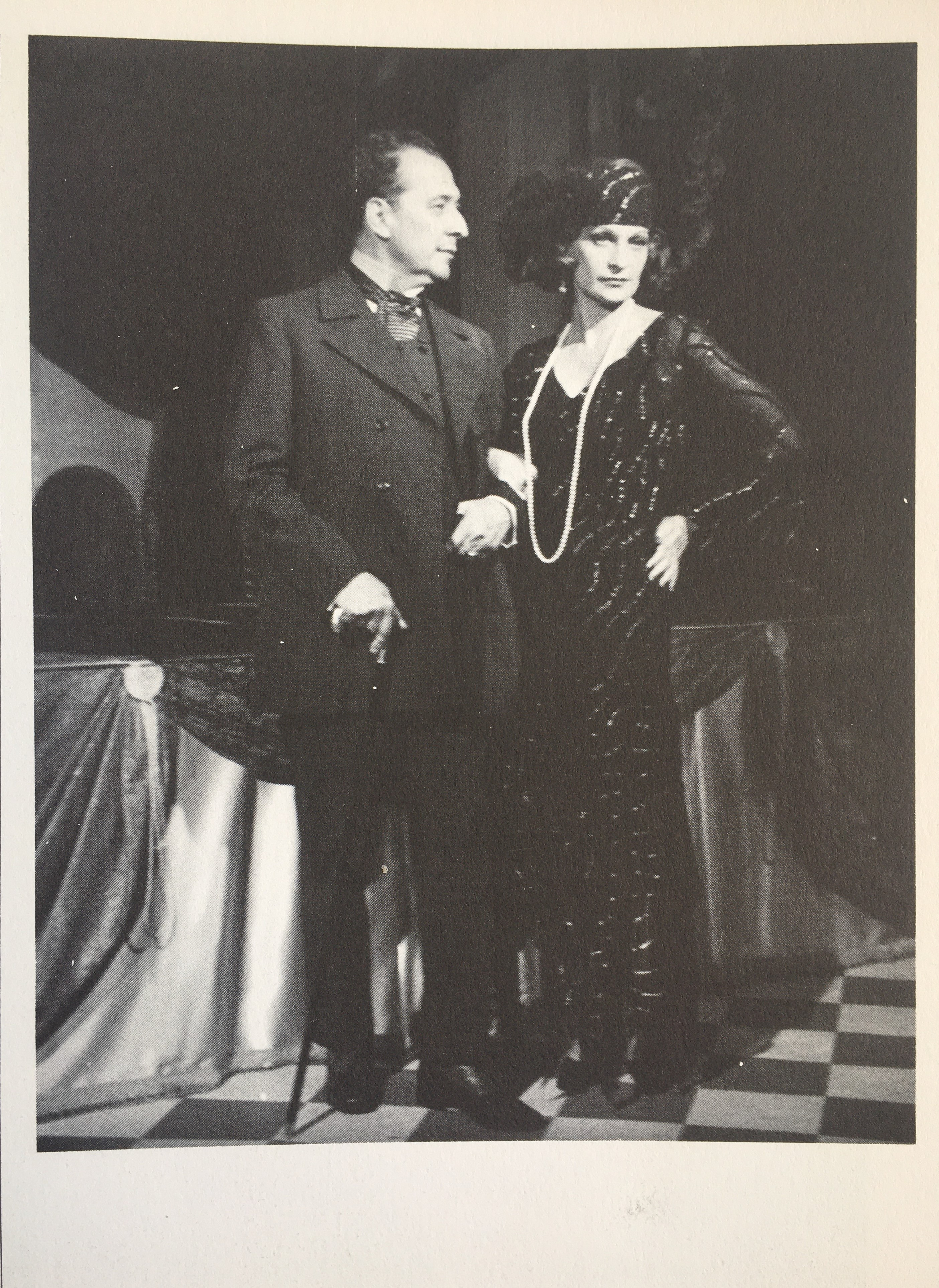
Foto de la obra "Acto Cultural". Escrita y dirigida por José Ignacio Cabrujas. En la foto: María Cristina Lozada y Rafael Briceño.

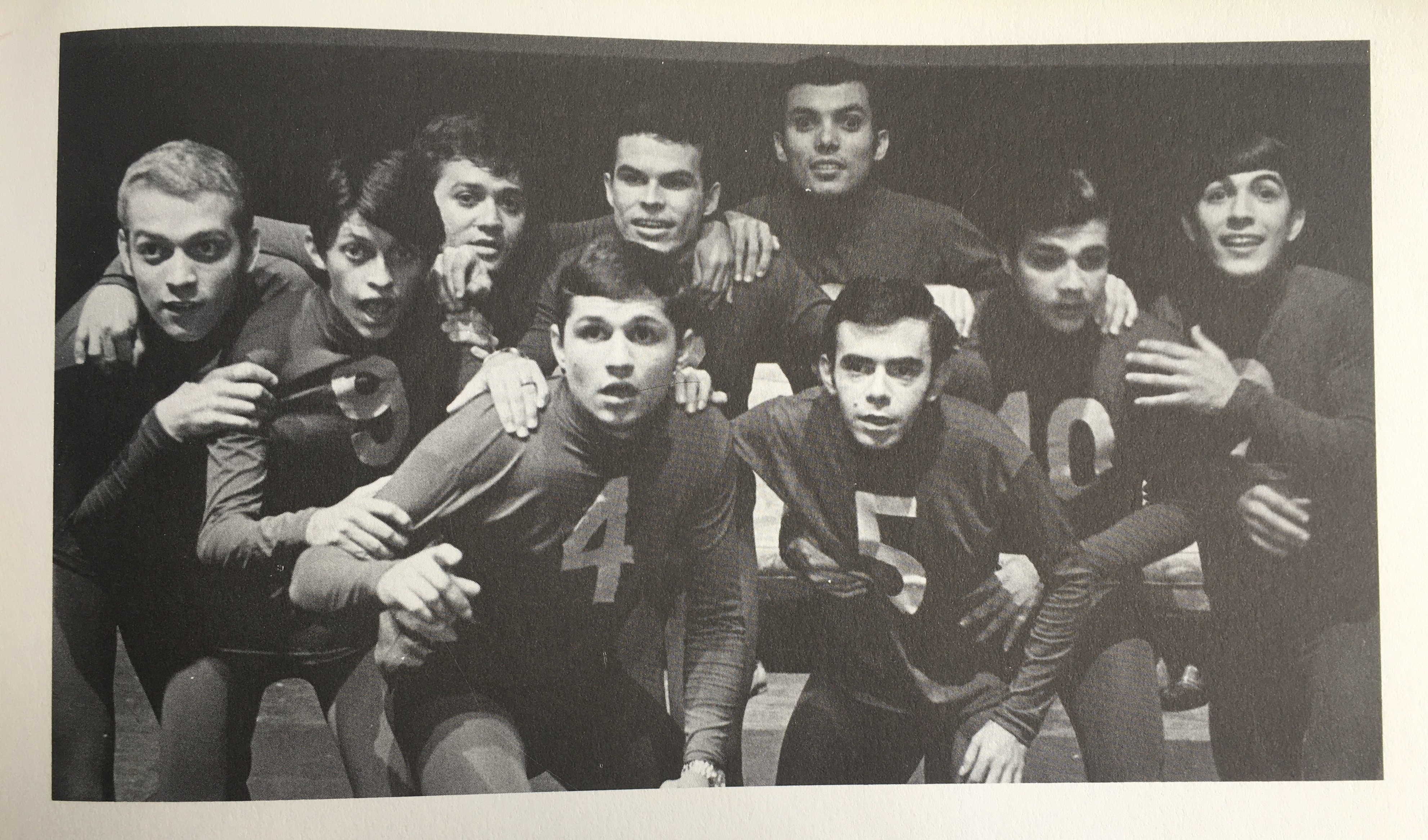
Foto de "Tric-Trac" de Isaac Chocrón. En la foto: Luis Abreu, René Molina, Levy Rossell, Oscar Mendoza, Miguel Pimentel, Henry Salvat, Eduardo Giovanazzi, Edgar Franco, Herman Vallenilla, Ricardo Salazar.

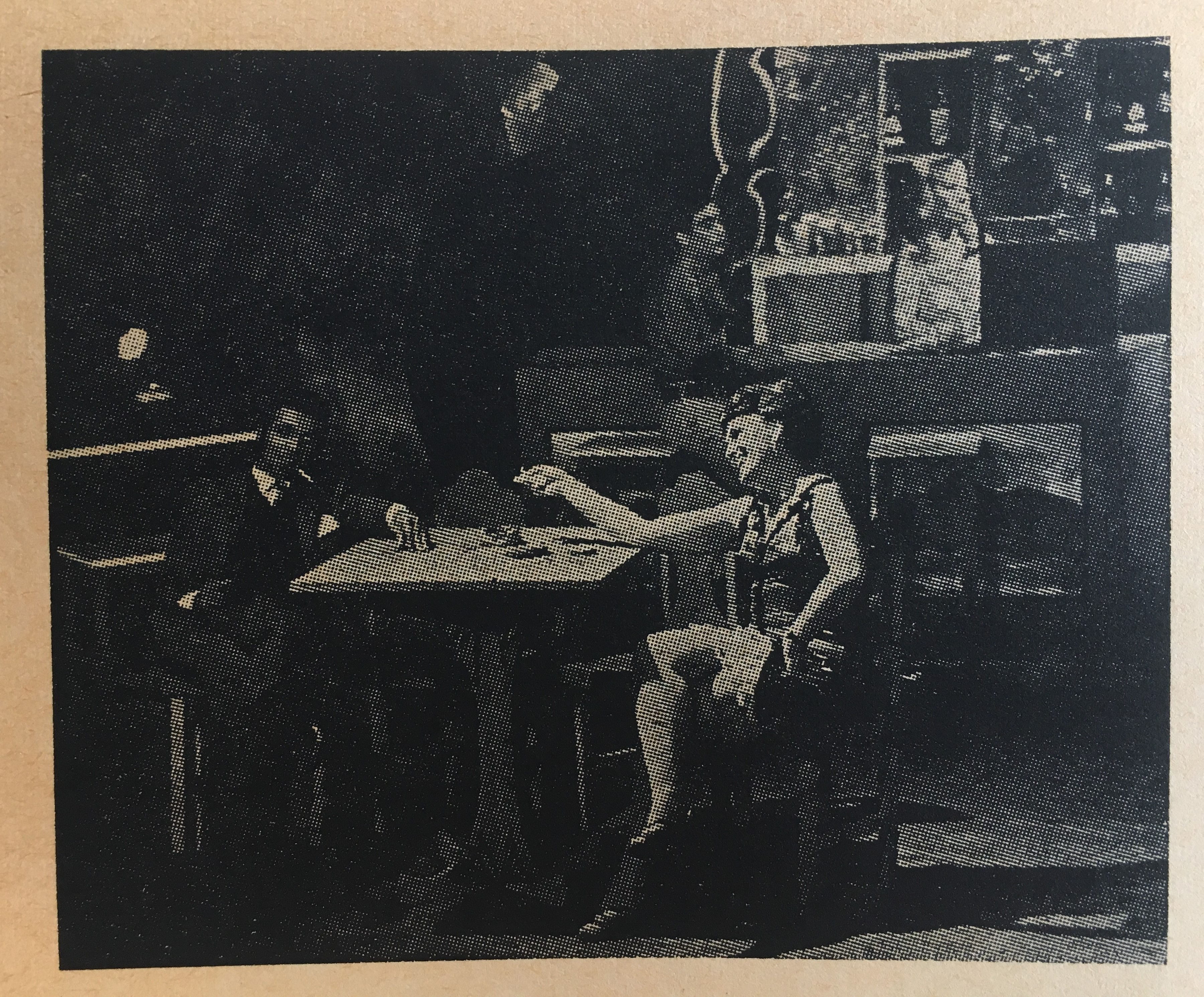
Foto de "El pez que fuma" de Román Chalbaud

| Nombre                      | Autor                  | Dirección                 | Año  |
| --------------------------- | ---------------------- | ------------------------- | ---- |
| TRIC-TRAC                   | Isaac Chocrón          | Román Chalbaud            | 1967 |
| RAÍCES                      | Arnold Wesker          | Romeo Costea              | 1967 |
| FIÉSOLE                     | José Ignacio Cabrujas  | Herman Lejter             | 1967 |
| El sainete en Venezuela     | José Ignacio Cabrujas  | José Ignacio Cabrujas     | 1967 |
| Los ángeles terribles       | Román Chalbaud         | Román Chalbaud            | 1967 |
| Asia y el Lejano Oriente    | Isaac Chocrón          | Román Chalbaud            | 1968 |
| El cuento del Zoológico     | Edward Albee           | Ugo Ulive                 | 1968 |
| La tigresa                  | Murray Schisgal        | Román Chalbaud            | 1968 |
| Sabor a miel                | Shelag Delaney         | José Ignacio Cabrujas     | 1968 |
| El regreso al hogar         | Harold Pinter          | Ugo Ulive                 | 1968 |
| Acto sin palabras           | Samuel Beckett         | José Ignacio Cabrujas     | 1968 |
| La lección                  | Eugene Ionesco         | Eduardo Mancera           | 1968 |
| El pez que fuma             | Román Chalbaud         | Román Chalbaud            | 1968 |
| Comedia negra               | Peter Schaffer         | Ugo Ulive                 | 1968 |
| Vanguardia americana        | Varios autores         | Alberto Rodríguez Becerra | 1968 |
| El médico a palos           | Moliere                | Romeo Costea              | 1968 |
| Romeo y Julieta             | William Shakespeare    | Ugo Ulive                 | 1969 |
| El acusador público         | Fritz Hochwalder       | Román Chalbaud            | 1969 |
| OK                          | Isaac Chocrón          | Román Chalbaud            | 1969 |
| Las criadas                 | Jean Genet             | Ugo Ulive                 | 1969 |
| Amelia de segunda mano      | Gilberto Agüero        | Román Chalbaud            | 1970 |
| La fiaca                    | Ricardo Talesnik       | José Antonio Gutiérrez    | 1970 |
| Requiem para un eclipse     | Román Chalbaud         | Elías Pérez Borjas        | 1970 |
| El si de las niñas          | Fernández Moratin      | Antonio Briceño           | 1970 |
| Tio Vania                   | Anton Chéjov           | José Antonio Gutiérrez    | 1970 |
| Recuerdos de Tulipa         | Manuel Riguera Saumell | Ugo Ulive                 | 1971 |
| Victor o los niños al poder | Roger Vitrac           | Antonio Constante         | 1971 |
| Profundo                    | José Ignacio Cabrujas  | José Ignacio Cabrujas     | 1971 |
| La revolución               | Isaac Chocrón          | Román Chalbaud            | 1971 |
| La mamma                    | André Roussin          | Antonio Briceño           | 1971 |
| Aquí hace calor             | Aníbal Nazoa           | Ugo Ulive                 | 1971 |
| Acto Cultural               | José Ignacio Cabrujas  | José Ignacio Cabrujas     | 1976 |
| El jardín de los cerezos    | Anton Chejov           | Antonio Constante         | 1977 |
| El día que me quieras       | José Ignacio Cabrujas  | José Ignacio Cabrujas     | 1979 |
| Asia y el Lejano Oriente    | Isaac Chocrón          | Román Chalbaud            | 1985 |
| Las paredes oyen            | Juan Ruiz de Alarcón   | Armando Gotta             | 1985 |
| Panorama desde el puente    | Arthur Miller          | Ugo Ulive                 | 1985 |
| Lo que dejó la tempestad    | César Rengifo          | José Ignacio Cabrujas     | 1985 |
| El Americano Ilustrado      | José Ignacio Cabrujas  | Armando Gota              | 1986 |

## Integrantes
En la agrupación trabajó una gran cantidad de intérpretes de la escena nacional, así como artistas del diseño en las distintas áreas.  
Entre los integrantes fijos, en distintas épocas, están:  
Isaac Chocrón, Miriam Dembo, Román Chlabaud, Elías Pérez Borjas, John Lange, José Ignacio Cabrujas, Rafael Briceño, Samuel Dembo, Esther Bustamante, Andrés Vásquez, Tony Tucci, Enrique Porte, Francois Moanack, Chela Atencio, Enrique Benshimol, José Antonio Gutiérrez, María Luisa Lamata, Hugo Pimentel, Jesús Aquiles Vázquez, Ugo Ulive, Guillermo Zabaleta. 

## Reconocimientos
1969
- Premio Juana Sujo por Mejor Producción al Nuevo Grupo por Las Criadas.

- Premio Juana Sujo por Mejor Dirección a Ugo Ulive por Las Criadas.

- Premio Juana Sujo por Mejor Actor a Manuel Poblete por Las Criadas.

1975
- Premio Municipal por Mejor Actor a Esteban Herrera por Si no te acercas demasiado.

- Premio Municipal por Mejor Producción a El Nuevo Grupo por Vida con Mamma.

1976
- Premio Municipal por Mejor Director a Ugo Ulive por El tuerto es rey.

- Premio Municipal por Mejor Actriz a Lola Ferrer por El tuerto es rey.

- Premio Municipal por Mejor Actor a Esteban Herrera por El tirano Aguirre.

- Premio Municipal por Mejor Actor de Reparto a Ignacio Navarro por El tirano Aguirre.

- Premio Municipal a Mejor Obra por El tirano Aguirre.

## Publicaciones
El grupo tuvo una revista auspiciada por Editorial Arte, que servía para promover y reflexionar acerca de los montajes que realizaban, así como conocer y reflexionar acerca de creadores internacionales activos en ese momento.
- El Nuevo Grupo. Revista de teatro.
- Ediciones El Nuevo Grupo, Volumen 1: Los Ángeles Terribles de Román Chabaud, Fiésole de José Ignacio Cabrujas, Tric Trac de Isaac Chocrón.
- Volumen 2: Coloquio de Hipócritas de Paul Williams, Amelia de Segunda Mano de Gilberto Agüero, J.C. Mártir de Larry Herrera.
- Volumen 3: Tres dramaturgos venezolanos de Hoy: R. Chalbaud, J.I. Cabrujas, I. Chocrón de Gleider Hernández.[8]
- Volumen 4: Cabrujas en Tres Actos de Leonardo Azpárren Jiménez.[7]

## Festivales
Organizados por El Nuevo Grupo
- 1974. Festival de El Nuevo Grupo en Ciudad Bolívar.[9]

- 1976. Festival de Maracaibo, 10 años de El Nuevo Grupo.

Festivales Internacionales
- 1976. Festival Internacional de Teatro de San José de Costa Rica. La Revolución de Isaac Chocrón.

- 1977. Festival Cervantino, México. La Revolución de Isaac Chocrón.

- 1978. Festival de Teatro de Sitges, España. Los pájaros se van con la Muerte de Edilio Peña.

- 1978. Festival Cervantino, México. Vida con mamá de Elisa Lerner.[10]

- 1979. Gira a España por el Ministerio de Cultura de España. El Día que me Quieras de José Ignacio Cabrujas.

- 1980. Festival Internacional de Rennes. Prueba de fuego de Ugo Ulive.

- 1980. Festival Interamericano de las Artes, Puerto Rico. Acto Cultural de José Ignacio Cabrujas. El Cruce sobre el Niágara de Alonso Alegría.

- 1980. III Muestra de Teatro Latinoamericano en España. Acto Cultural de José Ignacio Cabrujas.

- 1984. Festival Latinoamericano de Teatro Córdoba, Argentina. Simón de Isaac Chocrón.[11]

## Patrocinios
- Corporación venezolana de fomento
- Instituto Nacional de Cultura y Bellas Artes
- I.N.C.R.E.T.
- I.N.C.E.
- CONAHOTU
- FUNDATEATROS
- Fundación Neumann
- Fundación Creole
- Sindicato de la leche, S.A., "Silsa"
- Editorial Arte
- Industrias lácteas de Perijá, C.A. ("ILAPECA")
- CAVENDES
- Consejo Nacional de la Cultura C.O.N.A.C. Fundarte
- Ministerio de Educación
- Consejo Municipal del Distrito Federal
- Ministerio de Relaciones Interiores
- Herrera de la Sota y Asociados
- Banco del Comercio
- Frigorífico El Tuy, C.A.
- Central Hipotecaria, Sociedad Financiera
- Hilanderías Venezolanas, C.A.
- Industrias Mecánicas Orión S.A.
- Comité Cultural Venezolano
- Banco Industrial de Venezuela
- Corpa
- Yukery
- Ministerio de Relaciones Exteriores
- Instituto de Petroquímica
- Oficina Vollmer
- Ministerio de Fomento